# ペイジ

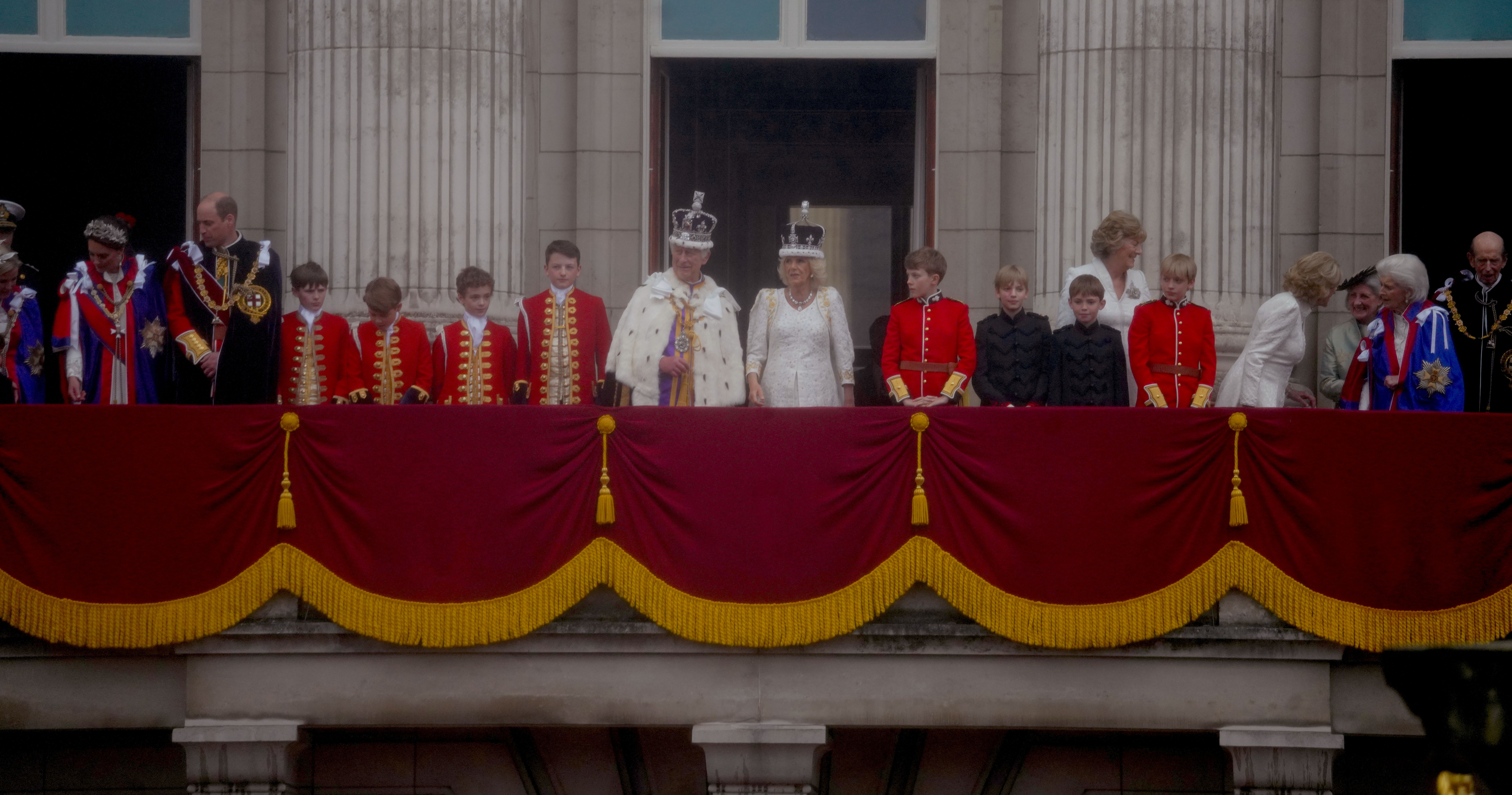
戴冠式のための「ページ・オブ・オナー」とともにバッキンガム宮殿のバルコニーに姿を現すイギリスのチャールズ3世とカミラ王妃。王の左にいるのが「王のページ」、王妃の右にいるのが「王妃のページ」。

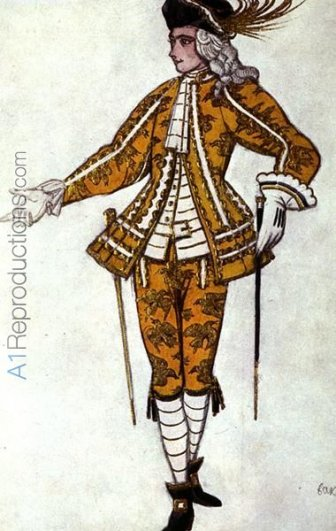
レオン・バクスト画眠れる森の美女におけるペイジの装束

ペイジ (page) は西洋における小姓のこと。
ヨーロッパの中世におけるペイジは、騎士の城や屋敷に仕える、7〜8歳から十代半ばくらいまでの少年のことをさす。
大部分は貴族や荘園主の子弟で、王の宮廷をはじめ、生家より家柄が上の貴族に奉公して、使い走りを務めたり、家庭内の仕事をまかされたりしながら、将来の騎士にふさわしく、馬及び武器の扱い方やテーブルマナー、また、チェスの遊び方などを教えられた。14歳くらいになると、今度は従騎士となって銀の拍車を付け、主人の身の回りの世話を担当するようになり、戦場でも補佐役を務めた。
現代のホテルや事務所などで、伝言や案内を担当するボーイもペイジ（ホテルペイジ）と呼ばれる。
また、アメリカ合衆国議会では、議員のために使い走りをするハイスクールの生徒をペイジと呼ぶ。
結婚式で、ウェディングドレスの裾を持つ少年もまたペイジと呼ばれる。
英国には「ペイジ・オブ・オナー」（Page of Honour)という制度がある。貴族やジェントリの子弟が選任され、式典などで、女王または王妃の式服の裾を持つ役目にあたる。

## 日本
御裳捧持者（おんもほうじしゃ）と呼ばれる学習院中等科の13歳から15歳の少年が皇后に4人、控えとして2人付き、妃には2人付く。御裳捧持者の服装は紫紺のビロード製襟無しの上着に胸元に白ネクタイ、膝下の半ズボンに白長靴下に黒エナメル靴、サーベルを腰に佩く。上着の左右に白いポンポンが5個ずつ、ズボンの脇に白いポンポンが2個ずつ付く。